# Samedi
Pour les articles homonymes, voir Samedi (homonymie).
Le samedi est le septième et dernier jour de la semaine selon la religion israélite, ainsi que dans la tradition arabo-islamique où chaque jour de la semaine est associé à un numéro, samedi y étant associé au nombre sept. Le mot « samedi » est issu du bas latin sambati dies, variante d'origine grecque du latin sabbati dies, signifiant « jour du shabbat »,. Il a remplacé le dies Saturnii des Romains, signifiant « Jour de Saturne » (cf. (en) Saturday).
Les autres jours de la semaine sont dimanche, lundi, mardi, mercredi, jeudi et vendredi.
La norme ISO code le samedi par le chiffre 6 (6e jour). Dimanche étant également le 7e jour, du Seigneur, voulu non-travaillé pour certaines traditions.

## Étymologie
Le mot « samedi » est issu du bas latin sambati dies, variante d'origine grecque du latin sabbati dies, signifiant « jour du shabbat »,. Il a remplacé au IVe siècle le dies Saturnii des Romains, signifiant « Jour de Saturne » (cf. (en) Saturday).
Outre les formes « samadi », « samedi », attestées au début du XIIe siècle, on rencontre vers l'an 1200 une variante « sethmedi », influencée par l'ancien français setme, seme « septième » (< latin septimus),. La même influence pourrait expliquer aussi la forme « semedi ».

## Samedi
Déterminer si le samedi est le sixième ou le septième jour de la semaine dépend des cultures, des traditions et de la légitimité à considérer un jour comme « premier » par rapport aux autres. Juifs et Chrétiens considèrent le dimanche comme le premier jour de la semaine. Mais les Chrétiens ont déplacé le jour chômé du samedi au dimanche, « jour du Seigneur »au cours duquel est célébrée la résurrection de Jésus.
En Allemagne, on utilise les mots Samstag (qui provient aussi de latin mot sabbatum), Sonnabend (de Sonne, « le Soleil » et Abend, « soir ») et Satertag (litt. « le jour de Saturne »).
En Bretagne, le proverbe diriaou, an deiz diwezhan nemet daou (jeudi, le dernier jour moins deux) indique également que le dernier jour est bien le samedi.
En russe, il est appelé soubbota (de là provient soubbotniks).
Les Romains associaient ce jour à Saturne ; on retrouve ce théonyme comme élément constitutif dans :
- l'anglais Saturday et le néerlandais zaterdag, « jour de Saturne » ;
- le breton Disadorn, « jour de Saturne » ;
- le gallois Dydd Sadwrn, « jour de Saturne »

Les anciens Scandinaves avaient pour habitude de se laver et de faire leur lessive le samedi, d'où le terme laugardagr ou þvattdagr (« jour des bains, de la toilette et des lessives »). L'ancien norrois laugardagr se poursuit dans les langues scandinaves modernes : islandais
laugardagur, féroïen leygardagur, norvégien et danois lørdag (nynorsk laurdag, vieux danois løghærdagh) et suédois lördag (vieux suédois løghardagher) signifiant tous « samedi ».

## Religions

### Judaïsme
Le samedi (hébreu : שבת Shabbat) est le jour saint des Israélites, que le Dieu de la Bible a demandé aux Hébreux de sanctifier, dans le Décalogue et en de multiples autres occurrences bibliques. Les Juifs le considèrent comme le mémorial de la Création (le septième jour de la Genèse), et comme un jour de repos sacré (Shabbat), hors du temps et des contingences matérielles, propice à la régénération de l'âme ; c'est un jour prééminent dans le calendrier hébraïque. Il est observé entre le coucher du soleil du vendredi et celui du samedi, selon le mode biblique de comptage des jours.

### Christianisme
Le sabbat le samedi (même s'il diffère du shabbat juif) est également observé par certains chrétiens dits « Sabbatariens »: l'Église adventiste du septième jour, les Églises baptistes du Septième Jour, l'Église de Dieu (Septième Jour), notamment.
Le Samedi saint est appelé « le Grand Sabbat » selon un usage ancien qui remonte aux Pères de l'Église. Ce jour-là en effet, le jour qui précède le dimanche de Pâques, Jésus-Christ s'est reposé dans la mort et dans le tombeau avant d'instituer par sa résurrection un jour nouveau et une semaine nouvelle.
Pendant la journée du Samedi saint, selon l'usage catholique romain, les cloches des églises ne sonnent pas.
Les Samedis des âmes sont les jours où la liturgie orthodoxe prévoit qu'on prie pour les défunts. Ce sont :
- le samedi avant la Saint-Demetrios (26 octobre).
- les troisième et quatrième samedis du Grand Carême.
- le samedi veille de la Pentecôte.

Le samedi de l'Acathiste : cinquième et dernier samedi du Grand Carême dans l'Église orthodoxe. 

### Islam
Le samedi est appelé Youm as-sabt ou Youm el Effabt en islam.

### Vaudou
Le Baron Samedi est le dieu des morts du panthéon vaudou (mais ce n'est pas l'équivalent de Satan pour les catholiques romains).

## Dans différentes langues
| Langues                           | Variantes                        |                                                              |
| Numérotation ISO                  | Numérotation ISO                 | Jour 6                                                       |
| abkhaze                           | abkhaze                          | асабша                                                       |
| adyghé                            | adyghé                           | щэбэт                                                        |
| afrikaans                         | afrikaans                        | saterdag                                                     |
| alabama                           | alabama                          | nihtahollosi                                                 |
| albanais                          | albanais                         | e shtunë                                                     |
| allemand                          | allemand                         | samstag ; sonnabend                                          |
| alsacien                          | alsacien                         | sàmschdi                                                     |
| altaï                             | altaï                            | суббот кӱн                                                   |
| amharique                         | amharique                        | ቅዳሜ                                                          |
| anglais                           | anglais                          | Saturday                                                     |
| arabe                             | (écriture arabe)                 | السبت                                                        |
| arabe                             | (écriture latine)                | elsabtu                                                      |
| araméen                           | araméen                          | יום שבתה                                                     |
| arménien                          | arménien                         | շաբաթ                                                        |
| asturien                          | asturien                         | sábadu                                                       |
| azéri                             | (écriture latine)                | şənbə                                                        |
| azéri                             | (écriture cyrillique)            | шәнбә                                                        |
| bambara                           | bambara                          | sibiri                                                       |
| bachkir                           | bachkir                          | шәмбе                                                        |
| basque                            | basque                           | larunbata                                                    |
| bas-saxon                         | bas-allemand                     | sünnavend ; saterdag                                         |
| bas-saxon                         | néerlandais                      | sinnovend                                                    |
| bengali                           | bengali                          | শনিবার                                                         |
| berbère                           | berbère                          | اسونيط                                                       |
| biélorusse                        | biélorusse                       | субота                                                       |
| birman                            | birman                           | စနေ                                                           |
| bichelamar                        | bichelamar                       | sarede                                                       |
| pied-noir                         | pied-noir                        | tótohtáátoyiiksistsiko                                       |
| bourguignon                       | bourguignon                      | samedi                                                       |
| breton                            | breton                           | sadorn, disadorn                                             |
| bulgare                           | (écriture cyrillique)            | събота                                                       |
| bulgare                           | (écriture latine)                | sǎbota                                                       |
| catalan                           | catalan                          | dissabte                                                     |
| chamorro                          | chamorro                         | såbalu                                                       |
| cherokee                          | cherokee                         | ᎤᎾᏙᏓᏈᏕᎾ                                                      |
| cheyenne                          | du Montana                       | Tšêške'ma'heóne éšeeva                                       |
| cheyenne                          | de l’Oklahoma                    | Tšêške'ma'heóne éšeeva                                       |
| chinois                           | (sinogramme traditionnel)        | 星期六                                                       |
| chinois                           | (écriture latine)                | xīngqīliù                                                    |
| copte                             | bohaïrique                       | ⲡⲓϣⲁϣϥ                                                       |
| copte                             | sahidique                        | ⲥⲁⲃⲃⲁⲧⲟⲛ                                                     |
| coréen                            | (écriture hangeul)               | 토요일                                                       |
| coréen                            | (écriture latine)                | toyoil                                                       |
| cornique                          | cornique                         | de sadorn                                                    |
| corse                             | corse                            | sabatu                                                       |
| Créoles à base lexicale française | de Guadeloupe                    | sanmdi                                                       |
| Créoles à base lexicale française | de Martinique                    | sanmdi                                                       |
| Créoles à base lexicale française | des Seychelles                   | sanmdi                                                       |
| Créoles à base lexicale française | d’Haïti                          | samdi                                                        |
| Créoles à base lexicale française | de l’île Maurice                 | samdi                                                        |
| Créoles à base lexicale française | de Sainte-Lucie                  | samdi                                                        |
| Créoles à base lexicale française | de l'île de La Réunion           | samedi                                                       |
| Créoles à base lexicale française | de la Dominique                  | sètyènm; sanmdi/sabat                                        |
| Créoles à base lexicale française | du Venezuela                     | sandí                                                        |
| cri                               | cri                              | ᒪᑎᓇᐅᑶᔨᑲ                                                      |
| croate                            | croate                           | subota                                                       |
| danois                            | danois                           | lørdag                                                       |
| delaware                          | delaware                         | Satëtèke                                                     |
| maldivien                         | maldivien                        | ހޮނިހިރުދުވަސް                                                      |
| espagnol                          | espagnol                         | sábado                                                       |
| espéranto                         | espéranto                        | sabato                                                       |
| estonien                          | estonien                         | laupäev                                                      |
| féroïen                           | féroïen                          | leygardagur                                                  |
| fidjien                           | fidjien                          | vakarauwai                                                   |
| finnois                           | finnois                          | lauantai                                                     |
| français                          | français                         | samedi                                                       |
| franc-comtois                     | franc-comtois                    | sainm’di                                                     |
| frioulan                          | frioulan                         | sàbide                                                       |
| frison                            | occidental                       | sneon                                                        |
| frison                            | septentrional                    | sennin                                                       |
| frison                            | oriental                         | snäiwende                                                    |
| gaélique                          | écossais                         | di-sathairne ; latha na sàbaid                               |
| gaélique                          | irlandais                        | dé Sathairn ; dé Saøairn                                     |
| gagaouze                          | (écriture latine)                | cumaaertesi                                                  |
| gagaouze                          | (écriture cyrilique)             | ӂумааертеси                                                  |
| galicien                          | galicien                         | sábado                                                       |
| gallois                           | gallois                          | dydd Sadwrn                                                  |
| géorgien                          | (écriture géorgienne)            | შაბათი                                                       |
| géorgien                          | (écriture latine)                | šabat’i                                                      |
| grec                              | ancien                           | ἡμέρα Κρόνου / σάββατον                                      |
| grec                              | moderne                          | Σάββατο; sávvato                                             |
| groenlandais                      | groenlandais                     | arfininngorneq                                               |
| guarani                           | guarani                          | arapokoi                                                     |
| guèze                             | guèze                            | ሰንበት ; ሰንበተ አይሁድ ; ቀዳሚት ሰንበት                                 |
| gujarati                          | gujarati                         | શનિવાર                                                         |
| haoussa                           | (écriture latine)                | asabar ; assabar ; assabat ; assabit ; subdu ; sati ; asibit |
| haoussa                           | (écriture arabe)                 | ٲسَبَرْ ; سَبَرْ ; ٲسَبَتْ ; ٲسَبِتْ ; سُبْدُ ; سَاتِى ; ٲسِبِتْ                 |
| haut-sorabe                       | haut-sorabe                      | sobota                                                       |
| hawaïen                           | hawaïen                          | po'aono                                                      |
| hébreu                            | hébreu                           | יום שבת ; יום שביעי                                          |
| hindi                             | hindi                            | शनिवार                                                         |
| hmong                             | commun                           |   ;                                                  |
| hmong                             | de Chine                         |   ;                                                  |
| hongrois                          | hongrois                         | szombat                                                      |
| ido                               | ido                              | saturdio                                                     |
| indonésien                        | indonésien                       | sabtu                                                        |
| interlingua                       | interlingua                      | sabbato                                                      |
| islandais                         | islandais                        | laugardagur                                                  |
| italien                           | italien                          | sabato                                                       |
| japonais                          | (écriture kanji)                 | 土曜日                                                       |
| japonais                          | (écriture hiragana)              | どようび                                                     |
| japonais                          | (écriture latine)                | doyōbi                                                       |
| javanais                          | javanais                         | setu ;sabtu                                                  |
| kabyle                            | (écriture arabe)                 | سبث                                                          |
| kabyle                            | (écriture latine)                |                                                              |
| cachoube                          | cachoube                         | sobòta                                                       |
| kalmouk                           | kalmouk                          | бембә                                                        |
| kannada                           | (écriture kannada)               | ಶನಿವಾರ                                                         |
| kannada                           | (écriture latine)                | śanivāra                                                     |
| pampangue                         | pampangue                        | sabado                                                       |
| karatchaï balkar                  | karatchaï balkar                 | шабат кюн                                                    |
| karaïm                            | karaïm                           | szabbatkiuń ; szabbat                                        |
| karakalpak                        | (écriture latine)                | shembi                                                       |
| karakalpak                        | (écriture cyrillique)            | шемби                                                        |
| cachemiri                         | (écriture arabe)                 | بَٹہٕ وار                                                      |
| cachemiri                         | (écriture dévanâgarî)            | बटॖवार                                                         |
| kazakh                            | (écriture cyrillique)            | сенбі                                                        |
| kazakh                            | (écriture arabe)                 | سه‌نبى                                                        |
| khakasse                          | khakasse                         | суббота                                                      |
| khmer                             | khmer                            | ថ្ងៃសោរ៌                                                         |
| kirghize                          | kirghize                         | ишемби                                                       |
| kirundi                           | kirundi                          | kuwagatandatu                                                |
| klallam                           | klallam                          | sq̕əm̕áyu ; q̕əm̕ʔə́təŋ                                           |
| konkani                           | konkani                          | शनिवार                                                         |
| koumyk                            | koumyk                           | сонгугюн                                                     |
| kurde                             | kurde (écriture latine)          | şemî                                                         |
| kurde                             | kurde (écriture arabe)           | شه‌می                                                         |
| kurde                             | du Caucase (écriture latine)     | şemî                                                         |
| kurde                             | du Caucase (écriture cyrillique) | шәми                                                         |
| kurde                             | du Caucase (écriture arabe)      | شه‌می                                                         |
| kurde                             | sorani (écriture arabe)          | شه‌ممه                                                        |
| kurde                             | sorani (écriture latine)         | şemme                                                        |
| kurde                             | mukri (écriture arabe)           | شه‌ممه                                                        |
| kurde                             | mukri (écriture latine)          | şemme                                                        |
| ladin                             | occidental                       | sada                                                         |
| ladin                             | centrale                         | sabeda                                                       |
| ladin                             | orientale                        | sàbeda                                                       |
| lao                               | lao                              | ວັນເສົາ                                                        |
| latin                             | vulgaire                         | dies Saturni                                                 |
| latin                             | ecclésiastique                   | sabbatum                                                     |
| letton                            | letton                           | sestdiena                                                    |
| ligure                            | ligure                           | sabbu                                                        |
| limbourgeois                      | limbourgeois                     | zaoterdig                                                    |
| lingala                           | lingala                          | mpɔ́sɔ                                                        |
| lituanien                         | lituanien                        | šeštadienis                                                  |
| luxembourgeois                    | luxembourgeois                   | samschdeg                                                    |
| macédonien                        | macédonien                       | сабота                                                       |
| malais                            | (écriture latine)                | sabtu                                                        |
| malais                            | (écriture arabe)                 | سبتو                                                         |
| malayalam                         | malayalam                        | ശനി                                                           |
| malgache                          | malgache                         | asabotsy                                                     |
| maltais                           | maltais                          | is-sibt                                                      |
| mannois                           | mannois                          | jesarn                                                       |
| maori                             | maori                            | rāhoroi                                                      |
| marathi                           | marathi                          | शनिवार                                                         |
| mari                              | (écriture cyrillique)            | шуматкече                                                    |
| marshallais                       | marshallais                      | jarere                                                       |
| meitei                            | (écriture latine)                | TAQj                                                         |
| meitei                            | (écriture dévanâgarî)            | থাঙজা                                                          |
| micmac                            | micmac                           | gesp'teg                                                     |
| moldave                           | (écriture latine)                | sâmbătă                                                      |
| moldave                           | (écriture cyrillique)            | сымбэтэ                                                      |
| mongol                            | classique (transcription latine) | bumbt                                                        |
| mongol                            | khalka 1 (écriture cyrillique)   | бямба                                                        |
| mongol                            | khalka 1 (écriture latine)       | bumbt                                                        |
| mongol                            | khalka 2 (écriture cyrillique)   | хагас сайн өдөр                                              |
| mongol                            | khalka 2 (écriture latine)       | Hege_ SeUa Fdo                                               |
| nahuatl                           | nahuatl                          | tlaloctitonal                                                |
| napolitain                        | napolitain                       | sàbbato                                                      |
| néerlandais                       | néerlandais                      | zaterdag                                                     |
| népalais                          | népalais                         | सञ्चर्बार ; सन्सर्बार ; सन्चर्बार ; सनिचर्बार                            |
| normand                           | normand                          | sammedi                                                      |
| norvégien                         | bokmål                           | lørdag                                                       |
| norvégien                         | nynorsk                          | laurdag                                                      |
| occitan                           | occitan                          | dissabte                                                     |
| oromo                             | oromo                            | sanbata                                                      |
| ossète                            | ossète                           | сабат                                                        |
| ouïghour                          | (écriture arabe)                 | شەنبە                                                        |
| ouïghour                          | (écriture latine)                | shenbe                                                       |
| ourdou                            | ourdou                           | ہفتہ                                                         |
| ouzbek                            | (écriture latine)                | shanba                                                       |
| ouzbek                            | (écriture cyrillique)            | шанба                                                        |
| pachto                            | pachto                           | شنبې ; شنبه                                                  |
| papiamento                        | papiamento                       | djasabra                                                     |
| pendjabi                          | (écriture gurmukhi)              | ਸ਼ਨੀਚਰਵਾਰ ; ਸ਼ਨੀਵਾਰ ; ਸਨਿੱਚਰਵਾਰ ; ਸਨੀਵਾਰ                                |
| pendjabi                          | (écriture shahmukhi)             | سنچروار ; سنیوار ; شنچروار ; شنیوار                          |
| Persan                            | persan                           | شنبه; šambe                                                  |
| Persan                            | bahai                            | جلال                                                         |
| poitevin                          | poitevin                         | sémedi                                                       |
| polonais                          | polonais                         | sobota                                                       |
| portugais                         | portugais                        | sábado                                                       |
| quechua                           | quechua                          | k'uychichaw                                                  |
| romanche                          | haut-engadin                     | sanda                                                        |
| romanche                          | vallader                         | sonda                                                        |
| romanche                          | sursilvan                        | sonda                                                        |
| romanche                          | surmiran (de)                    | sonda                                                        |
| romanche                          | sutselvan                        | sonda                                                        |
| romani                            | romani                           | sàvato / savaton                                             |
| roumain                           | roumain                          | sâmbătă                                                      |
| russe                             | russe                            | суббота                                                      |
| saanich                           | saanich                          | q̕ə́m̕ətəŋ                                                      |
| same du nord                      | same du nord                     | lávvardat                                                    |
| sami                              | de Lule                          | lávvodahka                                                   |
| sami                              | du sud                           | laavvardahke                                                 |
| sami                              | d’Inari                          | lávárdâh                                                     |
| sami                              | de Skolt                         | sue´vet                                                      |
| samoan                            | samoan                           | aso toonai                                                   |
| sango                             | sango                            | lâ-pôso ; pôso ;                                             |
| sanskrit                          | (écriture latine)                | śanivāsaraḥ                                                  |
| sanskrit                          | (écriture dévanâgarî)            | शनिवासरः                                                        |
| sarde                             | sarde                            | sàbadu                                                       |
| scots                             | scots                            | seturday                                                     |
| serbe                             | (écriture cyrillique)            | субота                                                       |
| serbe                             | (écriture latine)                | subota                                                       |
| shona                             | shona                            | mugobera ; mugovera                                          |
| slovaque                          | slovaque                         | sobota                                                       |
| slovène                           |                                  | sobota                                                       |
| somali                            | somali                           | sabti                                                        |
| sotho du nord                     | sotho du nord                    | mokibelo                                                     |
| sotho du sud                      | sotho du sud                     | moqebelo                                                     |
| suédois                           | suédois                          | lördag                                                       |
| swahili                           | swahili                          | jumamosi                                                     |
| swati                             | swati                            | uMgcibelo                                                    |
| syriaque                          | commun                           | ܫܒܬܐ                                                         |
| syriaque                          | de l’ouest                       | ܫܒܬܐ                                                         |
| syriaque                          | de l’est                         | ܫܒܬܐ                                                         |
| tadjik                            | (écriture cyrillique)            | шанбе                                                        |
| tadjik                            | (écriture arabe)                 | شنبه                                                         |
| tagalog                           | tagalog                          | sabado                                                       |
| taïwanais                         | taïwanais                        | 拜六                                                         |
| tamoul                            | (écriture tamoul)                | சனி                                                           |
| tamoul                            | (écriture latine)                | çaNi                                                         |
| tatar                             | (écriture latine)                | şimbä                                                        |
| tatar                             | (écriture cyrillique)            | шимбә                                                        |
| tatar                             | de Crimée – écriture latine      | cumartesi                                                    |
| tatar                             | de Crimée – écriture cyrillique  | джумартеси                                                   |
| tchèque                           | tchèque                          | sobota                                                       |
| tchétchène                        | tchétchène                       | шот                                                          |
| tchouvache                        | tchouvache                       | шӑмат кун                                                    |
| télougou                          | télougou                         | శనివారం                                                         |
| tétoum                            | tétoum                           | sábadu                                                       |
| thaï                              | (écriture thaï)                  | วันเสาร์                                                       |
| thaï                              | (écriture latine)                | wan-saw˩˩˦                                                   |
| tibétain                          | tibétain                         | གཟའ་སྤེན་པ                                                     |
| tigringna                         | tigringna                        | ቀዳም                                                          |
| tok pisin                         | tok pisin                        | sarere                                                       |
| tongien                           | tongien                          | tokonaki                                                     |
| touareg                           | tamasheq                         | اَشَلْ وَنْ اِسِبِتْ                                                  |
| touareg                           | tamahaq                          | اَزِلْ وَنْ اِسِبِتْ                                                  |
| touareg                           | tamajeq de l'Aïr                 |                                                              |
| touareg                           | tawellemmet                      |                                                              |
| touvain                           | touvain                          | чартык                                                       |
| tsonga                            | tsonga                           | muqivela ; mugivela                                          |
| turc                              | turc                             | cumartesi                                                    |
| turkmène                          | variante 1 (écriture latine)     | ruhgün                                                       |
| turkmène                          | variante 1 (écriture cyrillique) | рухгүн                                                       |
| turkmène                          | variante 2 (écriture latine)     | şenbe                                                        |
| turkmène                          | variante 2 (écriture cyrillique) | шенбе                                                        |
| ukrainien                         | ukrainien                        | субота                                                       |
| venda                             | venda                            | mugivhela                                                    |
| vietnamien                        | vietnamien                       | thứ bảy                                                      |
| vieil anglais                     | vieil anglais                    | sæternesdæg                                                  |
| vieux norrois                     | vieux norrois                    | laugardagr ; þváttdagr                                       |
| vieux prussien                    | ecclésastique                    | sabbatika                                                    |
| vieux prussien                    | séculaire                        | uštiks                                                       |
| vieux slave                       | vieux slave                      | собота ; сѫбота                                              |
| volapük                           | variante                         | velüdel                                                      |
| volapük                           | variante                         | zädel                                                        |
| wallisien                         | wallisien                        | moeaki                                                       |
| wallon                            | wallon                           | semdi                                                        |
| wolof                             | (écriture latine)                | gaawu ; aseer ; sàmdi                                        |
| wolof                             | (écriture arabe)                 | ڭَاوُ ; اَسِيٰرْ ; سَمْدِ                                             |
| xhosa                             | xhosa                            | uMgqibelo                                                    |
| yiddish                           | yiddish                          | שבת                                                          |
| zarma                             | zarma                            | asibiti                                                      |
| zazaki                            | (écriture arabe)                 | شه‌مه                                                         |
| zazaki                            | (écriture latine)                | şeme                                                         |
| zoulou                            | zoulou                           | uMgqibelo                                                    |

## Divers
- Les enfants scolarisés en école élémentaire et école maternelle en France ne vont plus à l'école le samedi après-midi depuis l'année scolaire 1969-1970[10].
- Les enfants scolarisés en école primaire en France ne vont plus à l'école le samedi matin depuis l'année scolaire 2008-2009 (ce jour est parfois remplacé par le mercredi depuis 2014)[11]
- La diffusion de longs métrages le samedi soir est interdite sur les chaînes de télévision gratuites diffusées en France afin de privilégier le cinéma en salles[12].
- Au Canada, le samedi marque le début de la fin de semaine pour les élèves de l'école primaire et secondaire.
- En Israël, le samedi est le jour de repos légal, où toutes les administrations et la majorité des entreprises, y compris des transports en commun, sont fermés[13].
- Au Népal, le samedi est le dernier jour de la semaine et est le seul jour férié hebdomadaire officiel[14].
- En astrologie, Saturne est associé au samedi, symbole de sa planète, et aux signes astrologiques Capricorne et Verseau.
- La religion yézidie considère que Dieu a créé l'ange Nura’il le septième jour de la semaine, soit un samedi[15].